# De Trollenkoning
De Trollenkoning is een animatronicsshow in het Sprookjesbos in het Nederlandse attractiepark de Efteling. Het is het zevende sprookje op de wandelroute door het Sprookjesbos en ligt tussen De rode schoentjes en de De sprekende papegaai.

## Uitbeelding

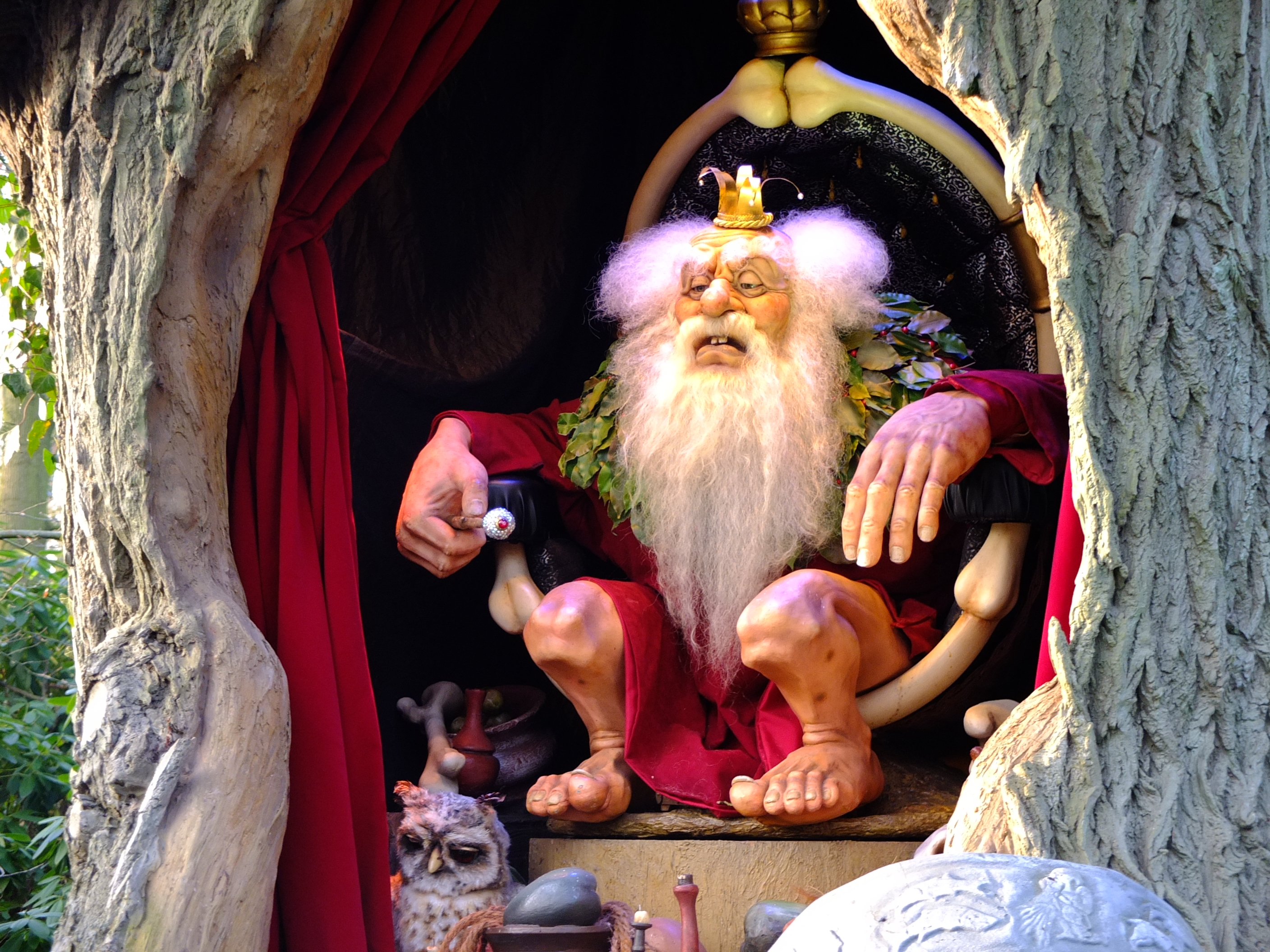
De trol in werking.

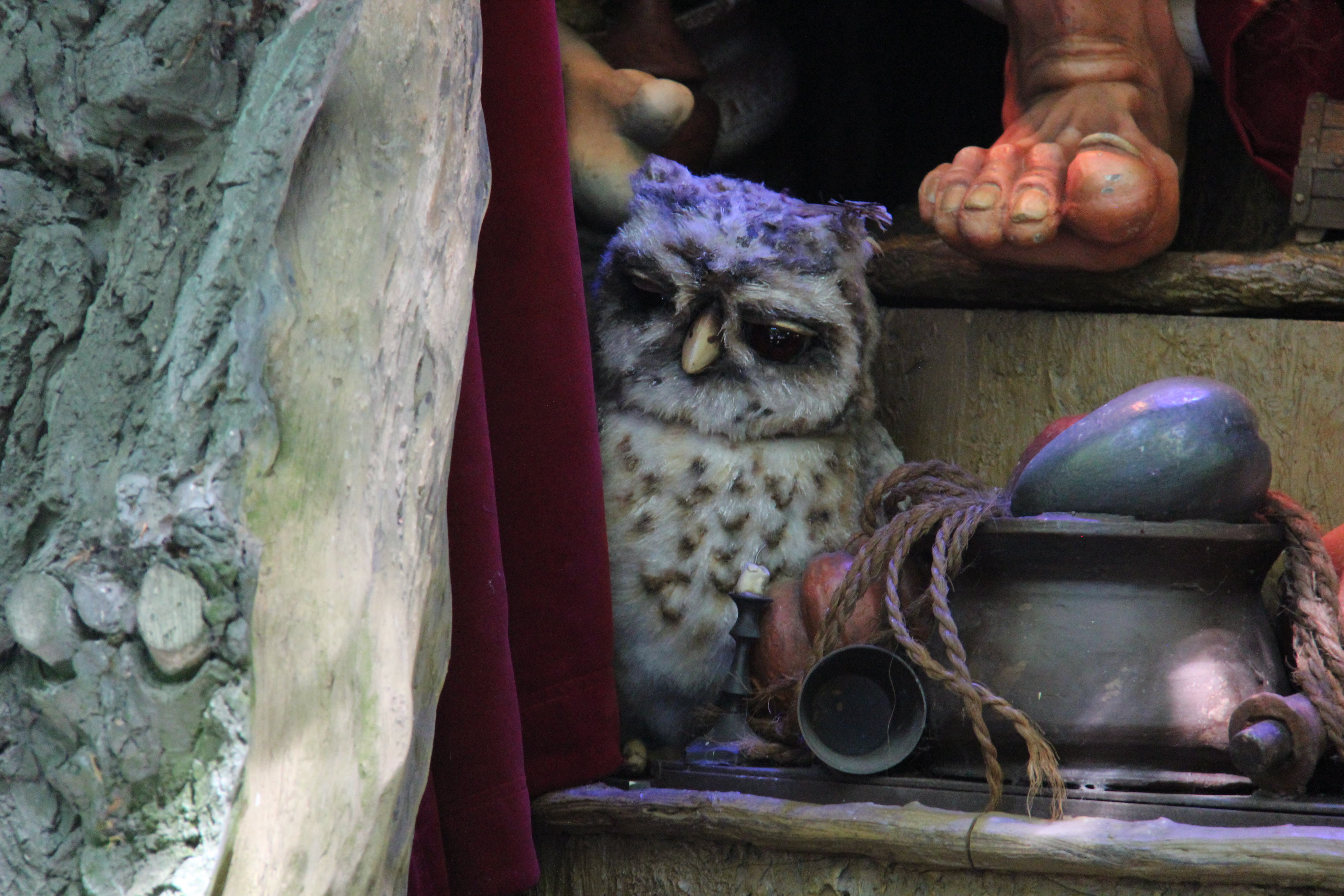
De uil in de scène.

Het tafereel bestaat uit een zes meter hoge boomstronk aan de rand van een vijver. Bovenin de boom hangen een paar zwammen. Aan een tak hangt een bel aan een touw.. Voorin in de boom zit een gat bedekt met een rood gordijn. Op het wandelpad staat een steen met een wijzer. Wanneer een bezoeker aan de wijzer draait, luidt de bel aan de tak en opent het rode gordijn. Achter het gordijn zit de animatronic van een trol die aan het slapen is. De trol draagt een gouden kroon, heeft een lange witte baard en is rood gekleed. In zijn rechterhand houdt hij een toverstaf vast en om zijn nek hangt een krans van beplanting. Aan de stoel, waarin de trol zit, zijn botten bevestigd. Voor de trol liggen diverse attributen zoals potten, pannen en aan mand. Ook zit er een uil die af en toe zijn kop draait.
De trol wordt, nadat het gordijn zich geopend heeft, wakker. De trol begint in een onbekende taal tegen het publiek te praten. Af en toe zijn Nederlandse woorden of zinnen hoorbaar. Ook begint een tegel op het wandelpad te trillen. De trol is feitelijk een waarzegger en voorspelt de toekomst. De symbolen rondom het tafereel, zoals in de tegels op het wandelpad, bevestigen dit ook. De trol kan drie verschillende voorspellingen doen. Een positieve, neutrale of negatieve toekomst. Dit is te herkennen aan de houding het woordgebruik van de trol. Zo begint hij bij de positieve voorspelling hard te lachen en is mompelend 'dat is leuk' te horen. Bij een negatieve voorspelling zegt de trol onder meer: ai ai ai. Tegen het einde van de show begint de trol zichtbaar moe te worden. Hij valt in slaap, waarna de rode gordijnen zich weer sluiten.

## Techniek
De oorspronkelijke trollenkoning had in zijn gezicht 21 servomotoren om zo getrouw mogelijk de mimiek van een mens te benaderen. Ondanks dat al deze mini-elektromotoren ieder afzonderlijk met een luchtslangetje gekoeld werden, waren toch vaak een aantal servo's doorgebrand. Proefondervindelijk werd ontdekt dat het publiek nauwelijks in de gaten had dat er servo's uitgevallen waren. Pas als er nog een stuk of zes servo's functioneerden werden ze gerepareerd. Dat viel dan vaak samen met het vervangen van het masker omdat de rubbercomponent die voor het spitting-image werd gebruikt niet gemaakt was om dagelijks urenlang in weer en wind te functioneren en op den duur ging scheuren. De stem van de trol is afkomstig van Peter van Ostade.

## Geschiedenis

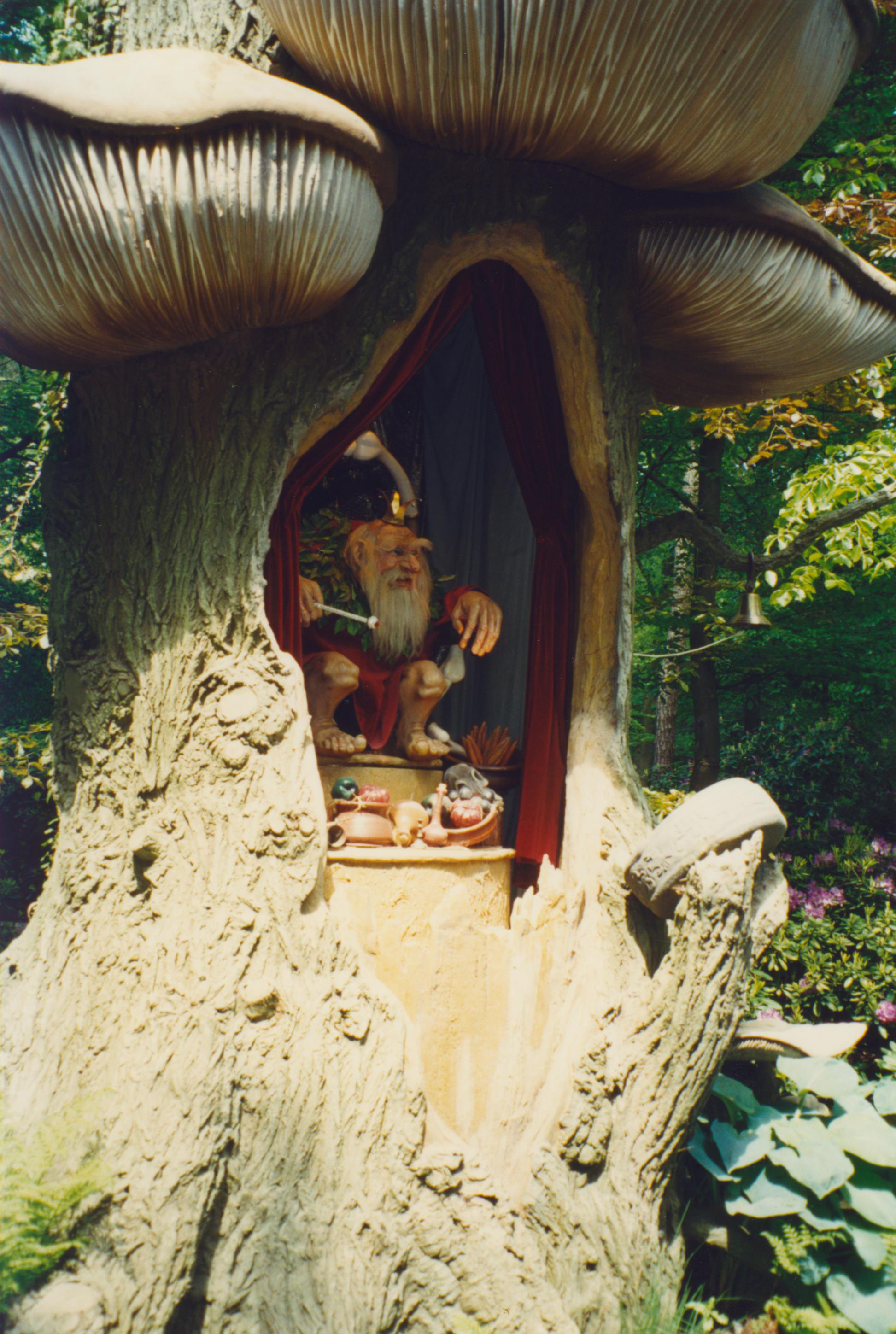
De Trollenkoning halverwege de jaren 90.

De animatronic is in 1974 al door Ton van de Ven ontworpen maar kwam in 1988 pas tot leven. Voor de ontwikkeling van de trol werd nauw samengewerkt met TNO en een team dat karikatuurpoppen voor het tv-programma Spitting Image heeft gemaakt. Het plan voor een geavanceerde animatronic kwam eigenlijk als een proef voor de mogelijke realisatie van de animatronic in de vorm van een dirigent in het Spookslot. De verwachting van de meewerkende partners aan de Trollenkoning was dat de animatronic een zeer korte levensduur zou hebben. Achteraf bleek de animatronic technisch lang mee te gaan. In de loop der jaren heeft de trol meerdere keren een nieuw masker gekregen, omdat het vanwege alle bewegingen kapot. Dit was onder meer in 2001, 2010 en 2013. Ook werd in 2013 de volledige animatronic vervangen. Een van de oude maskers heeft de Efteling in het Efteling Museum opgehangen. In 2018 vond er ongepland groot onderhoud plaats aan de trol vanwege langdurige technische defecten.